# Terry Hibbitt
Terence Arthur Hibbitt (1 tháng 12 năm 1947 – 5 tháng 8 năm 1994) là một cầu thủ bóng đá người Anh thi đấu cho Leeds United, Newcastle United và Birmingham City. Anh trai của ông, Kenny cũng là một cầu thủ bóng đá.

## Gateshead
Ông thi đấu bóng đá non-league cùng với Gateshead đến năm 1986, lúc đó ông cũng dẫn dắt đội bóng. Ông có 130 lần ra sân trên mọi đấu trường cho Gateshead, ghi 7 bàn thắng.